# 宓姓
宓姓（古音同「伏」，今日多念「密」）是一個中文姓氏之一，在《百家姓》排名第231位。

## 姓氏起源
出自上古的「伏羲氏」，和「伏姓」是起源是相同的，古時「宓」同「伏」，伏姓也可以稱作宓姓，其後代子孫稱宓姓。

## 始祖
據傳，宓姓始祖為伏羲。伏羲相傳是發明八卦圖的人，並且發明的生產方式都很先進，古代的傳說中，所有發明成就都歸功於伏羲。而伏羲又可稱「宓羲」，「宓姓」和「伏姓」是相通的，例如：孔子的弟子伏子賤又可稱為「宓子賤」。

## 目前聚落
- 宓家山:位于余姚四明山镇。
- 宓家埭:位于慈溪观海卫镇。

## 延伸阅读
[在维基数据编辑]
 《百家姓》
 《欽定古今圖書集成·明倫彙編·氏族典·宓姓部》，出自陈梦雷《古今圖書集成》